# Haus Hohenover

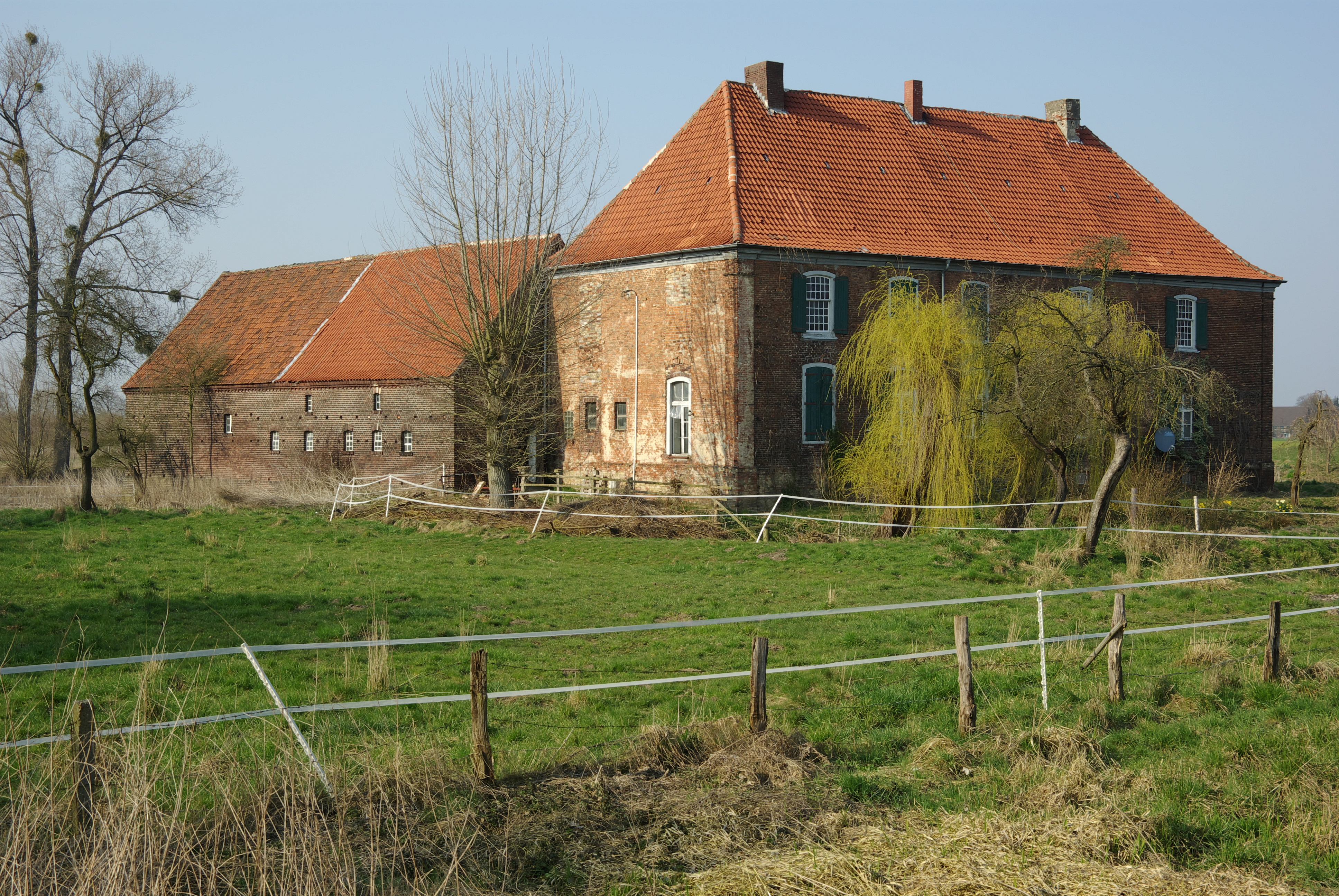
Haus Hohenover 2009

Haus Hohenover war einst ein Wasserschloss und Rittersitz und ist heute ein Herrenhaus an der Ahse im Hammer Stadtteil Norddinker, Stadtbezirk Hamm-Uentrop. Der Name Hohenover bedeutet vermutlich hohes Ufer. Hohenover ist eines von neun bereits im 13. Jahrhundert genannten Rittergütern des Kirchspiels Dinker.

## Bauliche Beschaffenheit
Von dem einstmals wesentlich größeren Anwesen ist heute nur noch das Herrenhaus erhalten. Es handelt sich um einen zweigeschossigen Backsteinbau mit Eckpilastern aus dem gleichen Material und mit pfannengedecktem Walmdach über hölzernem Kranzgesims in schlichter baulicher Ausführung. Die Schiebefenster in Sprossenverglasung haben neben einem stichbogigen Abschluss auch hölzerne Blockzargen und sind mit Fensterläden versehen. Teilweise sind sie verändert oder vermauert worden. Am Treppenpodest vor der Hoffassade ist ein schmiedeeisernes Gitter angebracht, auf dem die Buchstaben Z H B zu sehen sind, darüber eine Krone und die inzwischen ziemlich beschädigte Jahreszahl 1783. Über der Haustür findet man das Wappen der Familie zur Heiden, das drei Heideblumen und die Umschrift Quieti dedicatum MDCCLXXXI zeigt.

## Geschichte
Es gibt einige Hinweise darauf, dass Hohenover schon in der Karolingerzeit einem verdienten Sachsen oder Franken aus konfisziertem Königsland zum Lehen übergeben worden ist. Der erste namentlich bekannte Besitzer im 14. Jahrhundert stammt aus dem Adelsgeschlecht derer von Galen. Es handelt sich dabei um Henrich von Galen (geboren um 1370). Das Anwesen blieb für lange Zeit in den Händen dieser Familie. Auch der 1487 verstorbene Tonies von Galen war Inhaber des Herrenhauses. Seine Nachfahren lassen sich für fünf Generationen auf Hohenover nachweisen. Schließlich übernahm Ende des 16. Jahrhunderts Balthasar von Galen das Gut. Da war es bereits stark verschuldet, so dass es nach Balthasars Tod im Jahre 1634 von den Gläubigern mit Beschlag belegt wurde. Balthasars Sohn Johann Dietrich von Galen verkaufte sein Erbe im Jahre 1667 an Franz von Bodelschwingh, Obrist und Kommandant zu Hamm.
Dessen Witwe und Tochter veräußerten Hohenover 1690 für 9.066 Taler an Friedrich Heinrich von Waldheim gen. Potgießer zu Heidhof und Braam und seine Frau Anna Christine von Neheim. Beide hatten eine Tochter, Clara Sibilla, die mit Johann Wilhelm von Ossenbruch zur Wische verheiratet war. Diese verkaufte das Gut im Jahre 1701 für 12.000 Taler an ihren Onkel Johann Caspar von Neheim. Dessen Sohn Johann Adolf musste es zur Abwendung eines Konkurses 1745 zusammen mit dem freien Gut Vogelhaus wieder verkaufen. Erwerber war diesmal der Justizrat Christian Albert zur Heiden, Bürgermeister von Hamm, der 1774 als Herr zu Hohenover verstarb.
Die zur Heiden erbauten auf Hohenover ein neues Herrenhaus und schmückten es über der Haustür durch ihr Familienwappen mit der Umschrift Quieti dedicatum MDCCLXXXI. Sie ließen auch das schmiedeeiserne Gitter des Treppenpodestes vor der Hoffassade mit den Buchstaben Z H B und der Jahreszahl 1783 anbringen, das vom Abschluss des Baus in diesem Jahr kündet. Auch im Jahre 1804 war das Gut noch in der Hand der zur Heiden.
Zwei Jahrzehnte später ist Friedrich Leopold Freiherr von Fürstenberg-Herdringen als Eigentümer belegt. Er kaufte das Gut im Jahre 1823 von den Gläubigern des letzten Besitzers von Devivere und vermachte es seinem Sohn Friedrich Freiherr von Fürstenberg zu Körtlinghausen. Dessen Nachfahre Egon Freiherr von Fürstenberg zu Körtlinghausen verkaufte es am 28. November 1872 an die Familie Blanke/Böning in Norddinker, in deren Eigentum es sich noch heute befindet.
Am 1. August 2022 wurde das Gebäude bei einem Brand schwer beschädigt.
Haupthaus und Wirtschaftsgebäude wurden so stark beschädigt das die einsturzgefährdeten Wirtschaftsgebäude niedergelegt werden mussten, für das Haupthaus, welches notgesichert wurde, wird aktuell ein Schadensgutachten erstellt.